# یاکاکوی (دینار)
یاکاکوی (به ترکی استانبولی: Yakaköy) یک منطقهٔ مسکونی در ترکیه است که در دینار (شهر) واقع شده‌است.